# Mondariz
Mondariz és un municipi de la província de Pontevedra, a Galícia. Pertany a la comarca d'O Condado.

## Història
A l'edat moderna les terres pertanyien a la senyoria de Sobroso. El marquesat de Sobroso va ser concedit per Felip IV d'Espanya el 18 de maig de 1625. Durant l'Antic Règim la zona pertanyia a la província de Tui, una de les set del Regne de Galícia. Després de la reforma administrativa, el 30 de novembre de 1833 la jurisdicció de Sobroso va passar a pertànyer a la província de Pontevedra.
El 1904 es va crear la parròquia de Troncoso amb terres que pertanyien a la parròquia de Mondariz. Allà s'hi va construir un balneari que aviat es va convertir en un lloc freqüentat per la burgesia. El 30 de novembre de 1924 la parròquia de Troncoso va passar a formar un municipi independent, canviant el seu nom pel de Mondariz-Balneario.
Durant el regnat d'Alfons XIII els veïns de la parròquia de Vilasobroso van sol·licitar constituir-se com a entitat local menor, i va ser reconeguda el 13 de setembre de 1924. El mateix va sol·licitar la parròquia de Queimadelos, que ho va aconseguir el 21 de febrer de 1935.

## Geografia
Mondariz té una superfície de 85,8 km². Està situat al sud-oest de la serra d'O Suído, al sud de la província de Pontevedra. Limita al nord amb Fornelos de Montes i Pazos de Borbén; a l'est amb Covelo; al sud amb A Cañiza i Salvaterra de Miño, i a l'oest amb Ponteareas, Mondariz-Balneario i Pazos de Borbén.
Està banyat pel riu Tea, que forma una vall molt pronunciada. Els seus afluents més importants són Caraño, Alén i Aboal per la dreta, i Lougariños i Xabriña per l'esquerra. El cim més elevat del municipi és el Coto de Eira, de 881 metres.

## Demografia
| 5.213 | 6.687 | 7.093 | 6.443 | 5.320 |
| Fonts: INE i IGE (Els criteris de registre censal variaren i les dades de l'INE i de l'IGE poden no coincidir.) |       |       |       |       |

## Parròquies
- Frades (San Martiño)
- Gargamala (Santa María)
- Lougares (San Fiz)
- Meirol (Santo André)
- Mondariz (Santa Baia)
- Mouriscados (San Cibrán)
- Queimadelos (Santa María)
- Riofrío (San Miguel)
- Sabaxáns (San Mamede)
- Toutón (San Mateo)
- Vilar (San Mamede)
- Vilasobroso (San Martiño)